# Волонтерська організація

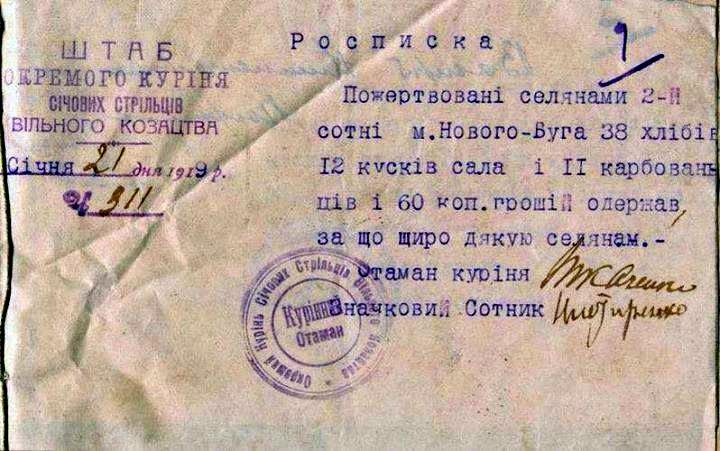
Довідка 1919 року пожертви українських селян для Січових Стрільців Вільного Козацтва

Волонте́рська організа́ція — громадська організація, зареєстрована в установленому Законом України «Про об'єднання громадян» порядку, яка провадить будь-яку соціальну, суспільно корисну, неприбуткову та вмотивовану діяльність, статутом якої передбачено провадження волонтерської діяльності.